# Viktoria Issakova
Pour les articles homonymes, voir Issakova.
Viktoria Evguenievna Issakova (en russe : Викто́рия Евге́ньевна Иса́кова) est une actrice russe de théâtre et de cinéma, née le 12 octobre 1976 à Khassaviourt, en république socialiste soviétique autonome du Daghestan. Viktoria Issakova est lauréate du prix de la fédération de Russie (2015), ainsi que des prix "Tchaïka", "Triumf" et "Zolotoï Oriol".

## Biographie
Viktoria Issakova est née le 12 octobre 1976 à Khassaviourt, en république socialiste soviétique autonome du Daghestan. Elle est la fille d'Evgueni Hertzelievitch Issakov, poète, ancien administrateur du FK Anji Makhatchkala, et ancien directeur général du FK Vidnoïe,. Dernière née de la famille, elle a un grand frère et une grande sœur. À douze ans, Viktoria déménage avec sa famille à Moscou, car son frère aîné a été pris à l'école moscovite de la réserve olympique. À Moscou, Viktoria est envoyée dans une école spécialisée dans l'apprentissage avancé de l'anglais, car ses parents souhaitaient qu'elle puisse exercer une profession prestigieuse. 
À sa sortie de l'école, Viktoria entre à l'Académie russe des arts du théâtre où elle étudie un an, à la suite de quoi elle poursuit sa formation à l'École-studio du Théâtre d'Art Académique de Moscou (École-studio MKhAT) où elle suit le cours d'Oleg Efremov. Viktoria Issakova sort diplômée de l'École-studio MKhAT en 1999.
De 1999 à 2001, Viktoria Issakova se produit au Théâtre d'art Anton Tchekhov (MKhAT Anton Tchekhov), où elle joue les rôles de Nina Zaretchnaïa dans le spectacle La Mouette de Tchékhov, et de Mavka dans le spectacle Lesnaïa Pesnia de Lessia Oukraïnka. 
En 2001, Viktoria Issakova est engagée dans la troupe du Théâtre Pouchkine de Moscou. En 2003, elle obtient le prix Tchaïka pour son rôle de Pannotchka dans le spectacle Vij. 
Viktoria Issakova fait ses débuts au cinéma en 1998, en jouant un rôle épisodique dans la série télévisée Tchékhov et Cie, suivi d'un rôle en 2000 dans la série Imperia pod oudarom. À partir de 2002, Viktoria Issakova se produit régulièrement au cinéma. La même année, elle fait la connaissance d'Oleg Moroz, metteur en scène veuf depuis peu, qu'elle épouse un an plus tard.
Viktoria Issakova joue son premier rôle principal au cinéma en 2005 dans la coproduction russo-ukrainienne Tselouiout vsegda ne tekh, et atteint la célébrité un an plus tard grâce à ses rôles dans le film de guerre Okhota na Piraniu (La Chasse aux piranhas) et le drame Trebouïetsia niania (On demande une nounou). 
En 2006, Viktoria Issakova est nommée pour le prix de la meilleure actrice de l'année au festival international du film de Chicago pour son rôle de Kira dans le film de Youri Moroz Totchka (Point final).

## Carrière

### Théâtre

#### Théâtre Pouchkine de Moscou
- 2000 : Zovite Petchorinym : Vera
- 2001 : Ledi na den : Louisa
- 2001 : La Fille sans dot : Larissa
- 2002 : Otkrovennye polaroidnye snimki : Nadia
- 2003 : Vij : Pannotchka
- 2004 : Son va shalouiou noch : Titania
- 2005 : Pozdravliaiou s budnim dniom : Annet
- 2008 : Sarantcha : Nadejda
- 2011 : Beaucoup de bruit pour rien : Beatrice
- 2012 : Otrajenia, ili Istinnoïe : Anni
- 2012 : Velikaïa Magia : Marta di Spelta
- 2014 : Le Mariage de Figaro : comtesse
- 2015 : La Cerisaie : Ranevskaïa

#### Théâtre d'art Anton Tchekhov
- 2000 : La Mouette : Nina Zarechnaïa
- 2000 : Lesnaïa pesnia : Mavka

#### Drougoï Teatr
- 2010 : Blije

#### Centre de dramaturgie et mise en scène A. Kazantsev et M. Roschschine
- 2005 : Galka Motalko : Sveta Kometa, championne

#### Centre Gogol
- 2013 : Bratia : Nadia
- 2014: (M)outchennik : Elena Lvovna Krasova

#### Autres
- Babie tsarstvo
- Dnevniki voennoplennogo Voropaïeva
- Tsygany
- Efedra : Fedra

### Filmographie
- 2002 : Journal d'un meurtrier (Dnevnik oubitsy) de Kirill Serebrennikov : le commissaire Rosa
- 2002 : Kamenskaïa de Youri Moroz : Katia
- 2003 : Syschschiki-2 : Maïa
- 2003 : Jenschschiny v igre bez pravil : Tonia
- 2004 : Soïouz bez seksa : Lena
- 2005 : Tselouïout vsegda ne tekh : Lara
- 2005 : Boukhta Filippa : Ija Meskhi
- 2006 : Treboujetsja Niania : Vera
- 2006 : Okhota na piraniou : Sinilga
- 2006 : Doctor Jivago  (11ème épisode) : Marinka
- 2006 : Totchka : Kira, dite Zebra
- 2006 : L'île de Pavel Lounguine : Nastia

- 2007 : Tchastnyi zakas : Maria Nevzorova
- 2007 : Rachmaninov de Pavel Lounguine : Anna Lodyjenskaïa
- 2007 : Postoronnij : Tatiana
- 2007 : Pougovitsa : Elisaveta Tenetskaïa
- 2008 : Bratia Karamazovy : Katerina Ivanovna
- 2008 : Trudno byt' matcho : Youlia Vladimirovna, vendeuse
- 2008 : Pelagia i belyj buldog : Naina Georgïevna Telianova
- 2008 : Posrednik / Mediator : Lilia
- 2009 : Snejnyi tchelovek : Dasha Shelestova, journaliste
- 2009 : Bludnye deti : Galina Morozova
- 2009 : Osennie tsvety : Edith Beresh jeune
- 2010 : Bashnia : Eva
- 2010 : Krysa : Anna Schscherbakova
- 2010 : Oulybnis', kogda platchout zviozdy : Anna Svetlova
- 2010 : Ioujnyi kalendar : Vika
- 2010 : S bolvanom
- 2010 : Solntsekroug : Anna Koutaïtseva
- 2012 : Iaschschik Pandory : Vera
- 2012 : Lioubov s oroujiem : Liouba Klionskaïa
- 2012 : Prazdnik vzaperti : Vera Sorokina
- 2013 :  Zerakala : Marina Tsvetaïeva
- 2013 : Piotr Lechtchenko (Пётр Лещенко. Всё, что было…) de Vladimir Kott :  Ekaterina Zavialova

- 2013 : Ottepel' : Inga, ex-femme de Khroustaliov
- 2013 : Oubit' dvajdy : Maria Danilova
- 2014 : Inkvisitor : Natalia Pavlovna Serebrianskaïa, détective privé
- 2014 : Zeliona kareta : Vera Raïevskaïa
- 2015 : Rodina : Anna Zimina
- 2016 : Le Disciple (Outchennik) de Kirill Serebrennikov : Elena L'vovna Krasnova
- 2016 : Kvartet : Linkova
- 2016 : Mata Hari de Dennis Berry : Lidia Kirievskaïa
- 2016 : Chastitsa Vselennoï : Nadia
- 2016 : Pianaïa Firma : Malvina Vitalievna
- 2017 : Vy vse menia besite! : Diana
- 2017 : Anna Karénine, l'histoire de Vronski (Анна Каренина. История Вронского) de Karen Chakhnazarov : Daria Alexandrovna Oblonska
- 2017 : De l'amour 2 : Seulement pour adultes (Про любовь 2. Только для врозлых) d'Anna Melikian - Nina
- 2019 : To the Lake : Anna
- 2020 : Un souffle (Odin vdokh) de Elena Khazanova : Marina Gordeieva
- 2024 : D'ici cent ans (Сто лет тому вперёд) d'Alexandre Andriouchtchenko

### Clips
- Svobodnyi poliot
- Moï brat
- Nadia